# Sneglu-Halli
Sneglu-Halli (apodado el sarcástico) fue un vikingo y escaldo de Fljót, cerca de Svarfaðardalur al norte de Islandia que vivió hacia finales del siglo XI y que hacia 1053 entró al servicio de Harald III de Noruega. Aparece en un relato corto que lleva su nombre Sneglu-Halla þáttr como un poeta que hablaba más de la cuenta y amigo de tomar el pelo de forma retóricamente arriesgada. En sus viajes, llega a la corte de Dinamarca e Inglaterra. En la corte inglesa compone un poema para Haroldo II de Inglaterra. Según se desprende de la historia, el rey Haroldo no comprende muy bien los entresijos del dróttkvætt en nórdico antiguo y le pregunta a un escaldo de su corte llamado Rauðr que le confirma que es un buen poema. Sin embargo, para el rey Harald III de Noruega la situación es embarazosa y a su regreso le cuestiona sus pretensiones de alabar a otros reyes estando bajo su servicio. Sneglu-Halli se las apaña para dar la vuelta a la situación justificándose que se trataba de una tomadura de pelo y que ningún escaldo lo podía hacer peor, ni siquiera los daneses (haciendo referencia que eran malos componiendo poemas). Como resumen, lo interesante de la figura de Sneglu-Halli es que muestra que, pese a que en origen los ingleses y noruegos se comprendían mutuamente en nórdico antiguo, las diferencias en la evolución de las lenguas del norte de Europa comenzaban a desembocar en incomprensibles formas retóricas que dificultaban la comprensión entre ellas.
Posiblemente murió antes de 1066 por una referencia en Skáldatal sobre su persona, cuando al rey Harald III de Noruega recibe noticias sobre su muerte: 
Á grauti myndi greyit sprungit hafa.
Que se puede traducir como «La perra debe haber estallado con gachas», en referencia a otro de sus apodos, Grautar-Halli, por su tendencia a comer gachas a menudo y sin límite.